# Cedar Paul
Cedar Paul (geboren 1880 in Hampstead, London als Gertrude Mary Davenport; gestorben 18. März 1972) war eine britische Opernsängerin und Übersetzerin.

## Leben
Mary Davenport war eine Tochter des Komponisten Francis William Davenport (1847–1925) und Enkelin des Komponisten George Alexander Macfarren. Sie besuchte verschiedene Internate in England und im Ausland und erhielt ihre musikalische Ausbildung als Opernsängerin in Stuttgart und Dresden. Davenport sang bis zum Ausbruch des Ersten Weltkriegs große Sopranpartien als Cherubino (Mozart), Siébel und auch Marguerite (Gounod), Elsa (Wagner), Elisabeth (Wagner). Nach dem Krieg trat sie noch als Liedsängerin auf.
Davenport engagierte sich zwischen 1912 und 1919 politisch in der Independent Labour Party und war von 1917 bis 1919 Sekretärin der British Section of the Women’s International Council of Socialist and Labour Organizations. Sie heiratete den Sozialisten Eden Paul (1865–1944), und die beiden übersetzten ab 1915 eine Vielzahl von politischen Schriften aus dem Deutschen ins Englische, aber auch Schriften aus dem Italienischen, Französischen und Russischen. Sie übersetzten die Werke Stefan Zweigs. Sie engagierten sich ab 1920 gemeinsam in der Bildungsarbeit der Communist Party of Great Britain. Die Pauls versuchten mit der Wortneuschöpfung „Ergatocracy“ den Begriff „Diktatur des Proletariats“ zu umgehen.
Paul lebte zuletzt in Hindhead, Surrey.

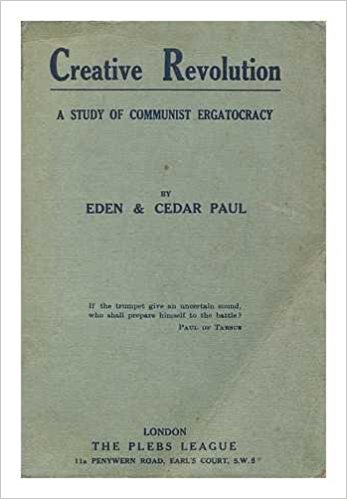
Creative revolution, a study of communist ergatocracy (1920)

## Schriften (Auswahl)
- mit Eden Paul: Creative revolution, a study of communist ergatocracy. London : G. Allen and Unwin, 1920